# Sociolotron
Sociolotron é um MMORPG voltado para o público adulto. Foi liberado em 2003 e hoje está sendo feita a segunda versão do jogo: Sociolotron2. Sociolotron é um dos mais velhos jogos eroticos on-line. O jogo contém cenas ficcionais de sexo, sadomasoquismo, estupro, gravidez e aborto o que gerou muita polêmica e má fama ao jogo.
Em seu início o jogo era grátis, mas por conta da temática que o jogo segue, você tem que pagar uma mensalidade para poder jogar.
Atualmente o jogo contém uma marca de 200 jogadores onlines mas já passaram dos 400. Para se registrar, é necessário obter uma conta no CCBill (Sistema de pagamento semelhante ao PayPal). No primeiro mês você paga uma taxa de 4 dólares e em seguida 9 dólares por mês.